# Endographis
Endographis és un gènere d'arnes de la família Crambidae. Conté només una espècie, Endographis acrochlora, que es troba a Borneo.